# Zigoto garçon de théâtre
Pour plus de détails, voir Fiche technique et Distribution.
Zigoto garçon de théâtre (The Stage Hand) est un film muet américain réalisé par Larry Semon et Norman Taurog, sorti en 1920.

## Fiche technique
- Titre : Zigoto garçon de théâtre
- Titre original : The Stage Hand
- Réalisation : Larry Semon, Norman Taurog
- Scénario : Larry Semon, Norman Taurog
- Producteur : Albert E. Smith et Larry Semon
- Sociétés de production : Vitagraph Company et Larry Semon Productions
- Société de distribution : Vitagraph Company
- Pays d'origine : États-Unis
- Langue : titres en anglais
- Format : Noir et blanc - 35 mm - 1,37:1  -  Muet
- Genre : comédie
- Longueur : deux bobines
- Dates de sortie : 
  - États-Unis : 20 septembre 1920

## Distribution
Source principale de la distribution :
- Larry Semon : le machiniste
- Lucille Carlisle : l'actrice
- Frank Alexander : le metteur en scène
- Thelma Percy : le dresseur d'animaux
- Al Thompson : le directeur de troupe
- William Hauber : Props
- Jack Duffy : le héros
- Frank Hayes : la « prima dona »
- Oliver Hardy (non crédité)